# Tropidaster
Tropidaster is een geslacht van uitgestorven stekelhuidigen, dat leefde tijdens het Vroeg-Jura.

## Beschrijving
Deze op een bloem gelijkende zeester had een lichaam met vijf stomp gepunte armen. Rond de mond bevonden zich zeer in het oog springende plaatjes. De ambulacrale groeve was een brede goot, de ambulacrale platen aan de onderzijde bestreken de hele armbreedte. Elk van die plaatjes bevatte een forse rij stekels. De normale diameter bedroeg ongeveer 2,5 centimeter.

## Leefwijze
Dit geslacht bewoonde ondiepe zeeën.